# Diego Aguilar Millán
Diego de Jesús Aguilar Millán (13 de enero de 1997, Toluca, Estado de México, México) es un futbolista mexicano, juega de mediocampista y su equipo actual es el Tepatitlán FC de la Liga de Expansión MX.

## Debut
Hizo su debut profesional el 29 de julio de 2015 con los Diablos Rojos en el partido de ida correspondiente a la llave 1 de la Copa MX contra el Club Necaxa, y asistió a Fernando Uribe para una anotación en la victoria 4-2 sobre los Rayos, el técnico que lo debutó fue José Cardozo.
Aún no debuta en Primera División.

## Trayectoria
Se formó desde pequeño en las fuerzas básicas del Deportivo Toluca hasta llegar al debut profesional.

## Clubes
| Club                 | País   | Año       |
| -------------------- | ------ | --------- |
| Deportivo Toluca     | México | 2015-2016 |
| Lobos BUAP           | México | 2017      |
| Atlante FC           | México | 2017-2018 |
| Tlaxcala FC          | México | 2018-2019 |
| Mineros de Zacatecas | México | 2018-2019 |
| Salamanca CF UDS     | España | 2019-2020 |
| Mineros de Zacatecas | México | 2020-2021 |
| Pumas Tabasco        | México | 2021-2022 |
| Celaya FC            | México | 2022-2023 |
| Tlaxcala FC          | México | 2024-2025 |
| Tepatitlán FC        | México | 2025-Act. |

## Selección nacional
Formaba parte de la Selección Nacional Juvenil Sub-18 de México.
Actualmente forma parte de la selección nacional juvenil sub-20 de México.

## Palmarés

### Títulos nacionales
| Título             | Club       | País   | Año  |
| ------------------ | ---------- | ------ | ---- |
| Ascenso MX         | Lobos BUAP | México | 2017 |
| Campeón de Ascenso | Lobos BUAP | México | 2017 |